# Nastrino del Bonfim

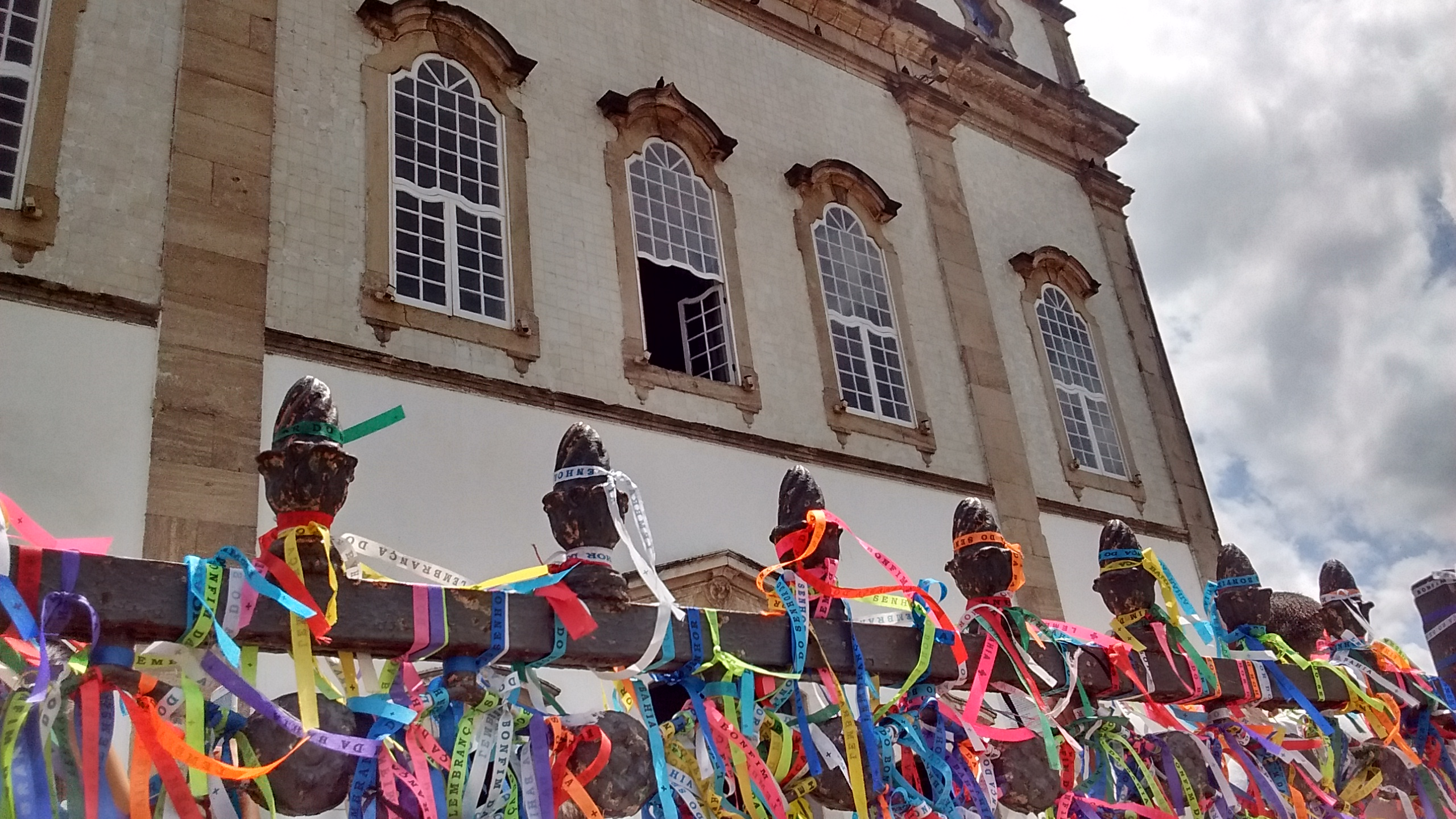
Nastrino del Bonfim

Il Nastrino del Bonfim (in portoghese Fita do Bonfim) è un nastro di colore rosso lungo 47 cm, celebre come portafortuna brasiliano.

## Folklore
Nel 1740 il viaggiatore portoghese Theodosio Rodriguez de Faria fece portare a Salvador de Bahia, in Brasile, un'immagine di Gesù Cristo (chiamata Signore do Bonfim). Intorno al 1809 fra le genti locali diventa popolare come souvenir l'utilizzo di un nastro colorato di rosso lungo 47 cm, come la lunghezza del braccio destro dell'immagine venerata. Da questo deriva l'altro nome con cui viene normalmente chiamato il nastro, Medida do Bonfim, in italiano Misura del Bonfim. 
La tradizione vuole che il nastro venga legato al polso da parte di un'altra persona, fissandolo con tre nodi: facendo ogni nodo si dovrebbe esprimere un desiderio. Sempre secondo la credenza popolare, al naturale scioglimento di questi nodi corrisponderebbe l'avverarsi dei desideri espressi.
Secondo le tradizioni locali inoltre ogni colore del nastro corrisponderebbe a una delle semidivinità delle religioni afroamericane sincretiche, gli Orixà.

Una riproduzione in scala del Fita do Bonfim. Il testo bianco, tradotto in italiano è "Ricordo del Signore di Bonfim - Bahia".

BIANCO: Salute
ARANCIO: Felicità
BLU: Prosperità
ROSSO: Amore
VERDE: Lavoro
GIALLO: Equilibrio